# 武田訓佳
武田 訓佳（たけだ くにか、1989年1月17日 - ）は、関西のローカルタレント。株式会社舞夢プロ所属。

## 略歴
兵庫県三木市出身。三木市立三樹小学校、三木市立三木中学校、兵庫県立三木東高等学校卒業。株式会社舞夢プロに所属。2011年、第42期サンテレビガールズに選ばれる。2011年11月20日、神戸マラソンに出場し、5時間55分で完走。2012年、フラワープリンセスひょうご2012で代表フラワープリンセスに選ばれる。2013年4月より、「朝生ワイド す・またん!」（ytv）のお天気（2018年6月までは木・金、同年7月以降は水～金、～2022年3月まで）を担当。2022年4月からは「ぐるっと関西おひるまえ」（NHK大阪）の総合司会に就任。

## 人物
- 血液型はA型。身長・165cm、B・89cm、W・64cm、H・87cm[6]。
- 趣味はダンス、歌、ピアノ、トランペット、ドラム、[6]。
- 特技はウェイクボード、カラオケ、アクセサリー作り[6]。
- 資格免許は普通自動車運転免許[6]。
- 姉が一人いる[5]。
- 愛称と言われているデコの広さから、それを基に、「朝生ワイド す・またん!」での天気予報危険予測の5段階評価に使われている。[7]

## 出演

### 映画
- たこ焼きの詩（近兼拓史監督、2015年）

### 舞台
- GAN'S～やさしさのさき～（ABCホール、2016年11月17日 - 20日）
- PRIDE OF CHICKEN ～思シ出ヅル刻～（HEP HALL、2017年4月26日 - 30日）
- テノヒラサイズの人生大車輪'17（ABCホール、2017年6月23日 - 25日）
- ダッシュ!!!～Take by force～（ABCホール、2018年6月27日 - 7月1日）
- キラメキ～私はトビウオ、あなたは太陽～（HEP HALL、2018年8月29日 - 9月2日）
- ORANGE（新神戸オリエンタル劇場、2018年11月3日・4日）
- こちらトゥルーロマンス株式会社（HEP HALL、2019年4月4日 - 7日）
- フードコートのランスちゃん（ABCホール、2019年5月24日 - 26日）

### ドラマ
- 土曜ドラマ「不惑のスクラム」（2018年、NHK）イベントアナウンスの女性役
- 遺留捜査 第6シリーズ 第7話（2021年2月25日、テレビ朝日）
- 夜ドラ「わたしの一番最悪なともだち」 第10話（2023年9月5日、NHK）

### テレビ
- ぐるっと関西おひるまえ（2022年4月 - 、NHK大阪放送局）- 総合司会
- アサスマ!（SUN）
- 週末ココいこっ!おっ!サンなび（SUN）
- 朝生ワイド す・またん!（2013年4月 - 、読売テレビ）- 不定期
  - もうすぐ す・またん!
  - ZIP! ローカルパート
    - 2013年4月4日～2018年6月29日 - 木・金曜日　お天気キャスター（週2回）
    - 2018年7月4日～12月28日 - 水曜日　司会[8]（主にエンタメコーナー）、木・金曜日　お天気キャスター（週3回）
    - 2019年1月9日～2020年3月27日 - 水～金曜日　お天気キャスター（週3回）
    - 2020年4月1日～2022年3月24日 - 水・木曜日　お天気キャスター（週2回）
    - 2022年4月～現在 - 不定期　企画コーナー
- 大阪ほんわかテレビ（ytv） - 「情報喫茶店」リポーター
- 熱血!!タイガース党（SUN）
- たかじんのそこまで言って委員会（ytv）
- みらいを教えて!大阪府議会（ytv）
- かんさい情報ネットten.（ytv） - 「イチオシ番付イチバン: 火曜日」リポーター（2015年4月～2018年5月29日）
- おとな女子のぶらり旅～観光特急で秋の奈良吉野へ～（2016年11月5日、奈良テレビ）
- 大人の登山学習会 あこがれの登山家に学ぶ六甲山（2017年、読売テレビ）
- 虎谷温子と武田訓佳の“学び旅”糸のみほとけ ～究極の美をたどって～（2018年7月22日、読売テレビ）
- 24時間テレビ～愛は地球を救う～（2018年、読売テレビ）
- 森ちゃんのラ・ラ・ラーメン🎵（2018年、読売テレビ）
- 播州三木の秋まつり（SUN）
- 金本知憲のゴルフDebut（2019年～、サンテレビ）

### CM
- ロート製薬 パンシロン ビオリズム（2013年～）
- オージー・ビーフ×す・またん!インフォマーシャル（2018年）
- 損保ジャパン日本興亜 DRIVING!（2019年1月）
- スマレジ（2020年～）

### ラジオ
- Love Running（2013年7月27日 - 不明、FM大阪、土曜日、8:00-8:25）
- おはようパーソナリティ道上洋三です（ABCラジオ、アシスタント代理、2017年8月7日・8日・14日・15日）
  - 道上洋三（パーソナリティ）・吉田詩織（アシスタント）の夏季休暇中に当たることから、放送時間の大半が重なる『す・またん!』へ登場しない月・火曜日に代演。朝日放送が制作する番組への出演は、テレビ・ラジオを通じても、この時が初めてである。
- LOVE DRIVING!（2015年9月 - 2019年3月、FM大阪）
- LOVEドラMUSIC！（2019年4月 - 2022年3月、FM大阪）
- マナベインテリアハーツ HEART VOICE（2018年12月 - 2024年3月、FM大阪）

### ナレーション
- 百舌鳥八幡宮 月見祭2017（2017年）
- 八戸ノ里ドライビングスクールCM（2018年）

### 新聞・雑誌
- URara通信（秋号）（2013年）
- 関西ウォーカー（2016年）
- 毎日新聞紙上座談会（2016年）
- 読売ファミリー　株式会社トキワ「武田訓佳さんが"魔法の酢"の秘密に迫る！」

### スチール
- 阪神電車沿線百景（2013年）
- 相合家具製作会社総合カタログ（2013年～）
- KOMAカントリークラブ紙面紹介（スポーツ報知、2016年）

### VP
- アルメックス（2013年）

### WEB
- 八戸ノ里ドライビングスクール（2018年）